# Taounate
Taounate (pronúncia: taunate; em árabe: تاونات) é uma cidade do norte de Marrocos, capital da província homónima, que faz parte da região de Taza-Al Hoceima-Taounate e da região histórica de Jebala. Em 2004 tinha 32 600 habitantes e estimava-se que em 2012 tivesse 34 057 habitantes.
Taounate situa-se nas encostas do sul das montanhas do Rife, num planalto que domina o vale do rio Sra (oued Sra ou Ouerrha), junto às gargantas de Gargara. A região é habitada maioritariamente por berberes, cujas populações mais isoladas falam quase exclusivamente rifenho, enquanto que o resto da população é bilíngue em rifenho e árabe. Nas terras mais baixas produzem-se cereais (trigo,  principalmente) e gado. Nos vales de montanha abundantes em água, a produção agrícola mais relevante é a frutícola (figos, azeitonas, cereja, maçãs e peras). As áreas mais altas estão cobertas de florestas, onde se exploram comercialmente os cedros e os sobreiros.
A cidade é um centro comercial regional, o que é atestado pela grande dimensão do seu soco (mercado) semanal realizado às sextas-feiras.